# 奥古斯图夫市镇
奥古斯图夫市镇（波蘭語：Gmina Augustów）是波兰波德拉谢省奥古斯图夫县的乡村型市镇，治所位于同名城市奥古斯图夫，然而该市不在此市镇辖境之内。市镇面积为266.52平方千米，截至2020年总人口为6759人。